# ETA Hoffmann Theater
Das ETA Hoffmann Theater ist das Stadttheater von Bamberg. Neben den Bamberger Symphonikern, der Villa Concordia, den  Museen sowie der freien Kulturszene gehört es zu den prägenden Kulturträgern der Stadt. Das Theater ist ein Schauspielhaus und beschäftigt ein festes Ensemble von 16 Schauspielern. Es besteht seit 1802 und war zeitweilig Wirkungsstätte des späteren Namensgebers E.T.A. Hoffmann.
Seit der Spielzeit 2015/16 ist Sibylle Broll-Pape Intendantin des Theaters.

## Geschichte

### Vorgeschichte bis zur Gründung 1802
Am Ende des 18. Jahrhunderts ließ Reichsgraf Friedrich Julius Heinrich von Soden (1754–1831) den Gebäudekomplex am Schillerplatz zum Theater umbauen. Durch Gebäude- bzw. Besitzzusammenlegungen im 17. Jh. entstanden am Schillerplatz der Ursprung des Theatergebäudes und der Harmoniegarten.
Im 18. Jahrhundert erwarb Domkapitular Jobst Bernhard von Aufsess (1671–1738) diese Besitzansammlungen. Der Kaufmann Ignaz Kaspar Fexer kaufte die Güter im Zinkenwörth und machte daraus ein „Gesellschaftshaus“. Das waren bürgerliche Versammlungsstätten, meist mit Restauration, Gartenanlage und Vergnügungsmöglichkeiten. Ein „Ressourcesaal“ für 130 Personen entstand, mit Kronleuchtern, Spiegeln und Spieltischen. Dauermieter wurde Adalbert Friedrich Marcus, der 1791 den Club gegründet hatte.

### Theatergründung 1802 bis 1813
Diesen Komplex übernahm Reichsgraf von Soden im April 1802 und baute ihn zum Theater um: Am 3. und 4. Oktober 1802 fand die Eröffnung des Bamberger Theaters als „Hochfürstlich privilegierte Schaubühne zu Bamberg“ durch Reichsgraf Julius von Soden und Theaterdirektor Gottlieb Daniel Quandt (1762–1815) statt. Das Bamberger Theater hatte als eines der ersten Theater ein eigenes festes Ensemble. Es gab Plätze für 500 Zuschauer im Parkett und auf zwei Rängen sowie eine relativ kleine Bühne.
1808 wurde durch einen Ball der Bamberger „Gesellschaft der Honoratioren“ ein neu gebautes Theatergebäude am Schillerplatz eröffnet, welches auch heute noch als Kernstück des modernen Theaters steht. Das erste dort gespielte Stück war E.T.A. Hoffmanns Allegorie Das Gelübde am 16. Oktober 1808.
Ebenfalls 1808 kam E.T.A. Hoffmann als musikalischer Leiter an das Bamberger Theater. Er blieb bis 1813 in der Stadt und unter den wechselnden Leitungen mehr oder weniger eng dem Theater verbunden: Ursprünglich als Kapellmeister engagiert, dirigierte er effektiv nur eine Oper. Vermutlich durch interne Streitigkeiten bedingt (das Theater besaß bereits einen anderen Kapellmeister), blieb er in anderen Anstellungen dem Theater für einige Jahre erhalten, so als Dramaturg, Kartenabreißer oder Kulissenmaler. Unter anderem für die deutsche Erstaufführung des Käthchens von Heilbronn 1811 zeichnete er für die Kulissen verantwortlich.
Der Wiener Theaterdichter Franz von Holbein übernahm 1810 die Theaterleitung und führte das Theater zu einer ersten Blütezeit. So wurde beispielsweise Calderón de la Barca in dieser Zeit für das deutsche Theater entdeckt. Schon 1812 allerdings kehrte auch Holbein Bamberg den Rücken und übernahm das Theater in Würzburg.

### 1813 bis 1999
In den folgenden rund 150 Jahren überstand das Theater zahlreiche, meist durch finanzielle Schwierigkeiten bedingte Wechsel der Leitungen und Trägerschaften (private Vereine), bis es unter den Nationalsozialisten ganz geschlossen wurde. Während des Kriegs lag das Theaterleben in Bamberg brach. Nach Kriegsende wurde das Gebäude als Flüchtlingslager genutzt. Das kleine Schauspielensemble spielte in dieser Zeit in Ausweichspielstätten wie z. B. in der Fischerei-Turnhalle und im Weyermannsaal. Erst 1959 konnte das Theater nach aufwändigen Renovierungsarbeiten in seiner jetzigen Form – ab 1970 unter dem Namen 'E.T.A.-Hoffmann-Theater' – als reines Schauspieltheater mit musikalischen Gastspielen wiedereröffnet werden. Die Intendanz hatte von 1961 bis 1977 Gerd Gutbier inne. Ab 1970 übernahm die Stadt Bamberg das Theater in Eigenregie und erwarb damit Anwesen und Institution. Das Theater war nun Stadttheater. Seit 1973 fanden, auf Gerd Gutbiers Initiative, erstmals anlässlich der 1000-Jahr-Feier der Stadt Bamberg, alljährlich im Sommer die Calderón-Spiele in der Alten Hofhaltung als Freilichtaufführungen des Ensembles des E.T.A.-Hoffmann-Theaters statt. Mit Beginn der Spielzeit 1989/1990 wurde Rainer Lewandowski Intendant des E.T.A.-Hoffmann-Theaters. Er eröffnete das Studio am Markusplatz. 1997 wurde ein Wettbewerb zur Theatersanierung ausgeschrieben, dessen „Gewinner“ der Architekt Klaus Springer aus Hannover war. 1999 begannen die umfangreichen Sanierungen.

### 2003 bis 2015
Mit der Wiedereröffnung des Hauses nach seiner Sanierung und Erweiterung kamen im Oktober 2003 zum Großen Haus mit gut 400 Plätzen und dem Studio mit zirka 100 Plätzen das Gewölbe mit etwa 60 Plätzen und der Treff hinzu, der seit der Spielzeit 2015/16 als Theaterbar TREFFBAR dient. 

### Ab 2015
Seit der Spielzeit 2015/16 leitet Sibylle Broll-Pape als erste Frau das „ETA Hoffmann Theater Bamberg“. Mit ihr arbeitet ein festes Ensemble zusammen. Das Theater zeigt seine Aufführungen seither im Repertoirebetrieb.

## Gebäude und Spielstätten
Das historische Ensemble des 1803 eröffneten und immer wieder umgebauten Gesellschaftshauses mit Stadttheater, Festsälen und Gastronomie ist ein Konglomerat aus Gebäuden völlig unterschiedlicher Entstehungszeiten, Stile und Funktionen. Es weist Elemente des Barock, Biedermeier und des Jugendstils auf, wobei der älteste Teil, ein Speicherkeller mit gotischem Portal, aus dem Jahre 1516 stammt.
Erhalten sind die Harmoniesäle und der neoklassizistische Zuschauerraum in seiner unter dem Stadtbaumeister Karl Georg Lang 1861 veranlassten dekorativen Ausgestaltung.
Zwischen 1999 und 2003 wurde das Theater durch das Architekturbüro Springer aus Hannover saniert. Seit 2003 bilden die Rotunde des Treffs, die Eingangshalle mit dem Kassenbereich und der gläserne Foyerriegel ein einladendes Entree.
Durch die Neuordnung aller Bauteile und Funktionen entstanden eine neue Studiobühne mit flexibler Bestuhlung am Harmoniegarten und ein neues Betriebsgebäude mit Malersaal, Werkstätten und Lagern. Ergänzt wurde der Bau durch modernste Bühnen- und Haustechnik, die von einer absenkbaren Bühne über eine neue Klimaanlage und Rauchabzüge bis zur elektro-akustischen Ausstattung reicht, deren wesentlichster Vorzug ihre weitgehende Unsichtbarkeit ist.

## Auszeichnungen
- Bei der „Woche junger Schauspieler 2017“ in Bensheim wurde die Produktion „europa verteidigen“ mit dem Günter-Rühle-Preis, dem Publikumspreis und dem Schülerpreis ausgezeichnet.[5]
- Bei „Stücke 2017“, den Mülheimer Theatertagen, gewann Konstantin Küsperts Drama „europa verteidigen“ in der Inszenierung von Cilli Drexel den Publikumspreis.[6]
- Für sein Programm der Spielzeit 2015/16 wurde u. a. das E.T.A.-Hoffmann-Theater von der Kulturstaatsministerin Monika Grütters mit dem Theaterpreis des Bundes ausgezeichnet.[7]
- Konstantin Küsperts Stück „der westen“ in der Inszenierung von Sibylle Broll-Pape wurde zu den Mülheimer Theatertagen „Stücke 2019“ eingeladen.[8]
- Sebastian Schugs Inszenierung von Oscar Wildes „Bunbury“ („The Importance of Being Earnest“) wurde zu den kuratierten Bayerischen Theatertagen 2020 ans Landestheater Schwaben eingeladen.[9]
- Die Uraufführung von Björn SC Deigners „Der Reichskanzler von Atlantis“ in der Regie von Brit Bartkowiak wurde zum Heidelberger Stückemarkt 2020 eingeladen.[10]
- Bonn Parks Auftragswerk für das Bamberger Theater „DAS DEUTSCHLAND“, in seiner eigenen Inszenierung, wurde zu den Mülheimer Theatertagen „Stücke 2020“ eingeladen. Weiterhin erhielt die Inszenierung eine Einladung zu Radikal jung, einem Festival für junge Regisseure.[11][12]

## Ensemble
In der Spielzeit 2023/24 besteht das Schauspielensemble aus Antonia Bockelmann, Jeremias Beckford, Marek Egert, Iris Hochberger, Wiebke Jakubicka-Yervis, Robert Knorr, Jeanne Le Moign, Pit Prager, Alina Rank, Ewa Rataj, Daniel Seniuk, Leon Tölle, Stephan Ullrich, Florian Walter, Eric Wehlan, Barbara Wurster.